# フランシスコ・ハビエル・ペラル
ハビート(Javito）こと、フランシスコ・ハビエル・ペラル・ペリアネス（Francisco Javier Peral Perianes, 1983年11月4日 - ）は、スペイン・カセレス県モラレハ出身の元サッカー選手。現役時代のポジションはフォワード。

## 経歴
FCバルセロナのカンテラ出身。2002年にはUEFAチャンピオンズリーグのグループリーグ、FCシャフタール・ドネツク戦でファーストチームで初出場した。2006年にアリス・テッサロニキに移籍。2011年1月よりスペインに復帰し、デポルティーボ・ラ・コルーニャでプレーする。2011年夏、オリンピアコスFCへ移籍。
2017年6月23日、セグンダ・ディビシオンBのCDギフエロからテルセーラ・ディビシオンのCDコリアへ加入することが発表された。